# Le Guide culinaire
Le Guide culinaire es un libro de cocina publicado en 1903 por el cocinero francés Georges Auguste Escoffier. Con alrededor de 5 mil recetas descritas, es considerado un clásico de la literatura culinaria francesa muy leído hasta el día de hoy. Escoffier desarrolló las recetas mientras trabajaba en los hoteles Savoy, Ritz y Carlton desde finales de la década de 1880 hasta la publicación del libro. Los hoteles y restaurantes donde trabajó Escoffier estaban a la vanguardia de la modernidad, eliminando muchos de los elementos exagerados de la previa era victoriana y orientado a la élite de la sociedad.
El libro tiene como fin el análisis y revisión de la alta cocina francesa (Haute cuisine) clásica. Aunque Escoffier respetaba las tradiciones de chefs anteriores como Carême, también introdujo innovación y libertad creativa. El libro ha sido traducido a multitud de idiomas. Le Guide culinaire es considerada una referencia mundial en el ámbito de la cocina francesa, a menudo calificada como «la Biblia de los cocineros».

## Historia
La primera edición fue publicada en 1903 en francés, la segunda edición en 1907, la tercera en 1912 y la cuarta en 1921.
Muchas de las recetas fueron creadas por Escoffier mientras trabajaba en el hotel Savoy de Londres y más tarde en el Ritz de París. Escoffier llevaba notas en fichas de cartón. Las recetas a menudo se creaban y nombraban en honor a clientes famosos, incluidos miembros de la realeza, nuevos ricos y artistas. Tras dejar el Savoy en 1898, comenzó a trabajar en el libro.

## Uso y estilo
El texto original fue concebido para el uso de chefs y personal de cocina profesional; en la introducción a la primera edición, Escoffier explica su intención de que Le Guide culinaire sirva para la educación de la nueva generación de cocineros. Este uso del libro sigue vigente en la actualidad, siendo utilizado como libro de texto en muchas escuelas de cocina.
El estilo del libro presenta las recetas como descripciones breves, suponiendo que el lector ya conoce o puede buscar los términos clave mencionados.

## Ediciones en español
- 2024: La Guía Culinaria (Torres, Ana Marta, trad.). Independently Published. p. 442. ISBN 979-8-8739-5447-6.